# UGC Montparnasse
 (août 2021).
Si vous disposez d'ouvrages ou d'articles de référence ou si vous connaissez des sites web de qualité traitant du thème abordé ici, merci de compléter l'article en donnant les références utiles à sa vérifiabilité et en les liant à la section « Notes et références ».
L'UGC Montparnasse est un complexe cinématographique situé 83, boulevard du Montparnasse à Paris (6ème arrondissement).
En 2021 il comprend 1496 fauteuils répartis en 7 salles partiellement souterraines,

## Répartition des salles
| Salle | Fauteuils | Ecran  | Scène | Spécificité              | PMR |
| ----- | --------- | ------ | ----- | ------------------------ | --- |
| 1     | 112       | 4,40m  |       |                          | Oui |
| 2     | 296       | 10,00m |       | 3D                       |     |
| 3     | 81        | 4,90m  |       |                          |     |
| 4     | 501       | 13,80m |       | 3D / Connexion Satellite |     |
| 5     | 143       | 5,84m  |       |                          | Oui |
| 6     | 174       | 6,50m  | Oui   | 3D                       |     |
| 7     | 189       | 6,50m  | Oui   |                          |     |

## Histoire

### Le Cinéma Cinéac
Le 20 septembre 1972 Cinéac-France inaugure le "Montparnasse 83", un ensemble de 4 salles dont deux en gradins intégrant les toutes dernières innovations technologiques (500, 310, 150 et 90 fauteuils).
La salle n°3 innove avec un procédé de projection par transparence.

### Rachat par UGC
En 1983, le réseau UGC rachète le complexe et le renomme "UGC Montparnasse" en conservant initialement l'aménagement encore récent.
Trois ans plus tard en 1986, UGC acquiert la partie arrière du bâtiment et y construit trois nouvelles salles desservies par une passerelle de verre et béton construite sur l'impasse Robiquet.
L'existant est rénové et reconfiguré à plusieurs reprises dans les années 1990 et 2000.
Jusqu'aux années 2000 les films étaient proposés presque exclusivement en VF, cependant avec la numérisation la VO est de plus en plus fréquemment proposée en alternance voire en exclusivité pour les films les plus importants.